# Christian Martinelli
Christian Martinelli (ur. 3 czerwca 1983 r. w Sondalo) – włoski biathlonista, reprezentant kraju w zawodach Pucharu Świata oraz na Mistrzostwach Świata. W zawodach PŚ zadebiutował 29 listopada 2007 w Kontiolahti. W swoim pierwszym występie zajął bardzo dobre siedemnaste miejsce i zdobył od razu punkty. Występ ten był zarazem jego najlepszym w karierze.
W 2010 na Zimowych igrzyskach wojskowych w Dolinie Aosty zdobył złoty medal w biatlonie - sprint drużynowo (10 km) oraz brązowy indywidualnie. Podczas igrzysk wojskowych w 2013 zdobył brązowy medal w patrolu wojskowym (drużynowo).

## Osiągnięcia

### Puchar Świata

#### Miejsca w klasyfikacji generalnej
| Sezon     | Miejsce |
| --------- | ------- |
| 2007/2008 | 68.     |
| 2008/2009 | 70.     |